# Planta fina de Pedralba
Planta fina de Pedralba o planta angort es un tipo de uva (Vitis vinifera) blanca española. Según la Orden APA/1819/2007, por la que se actualiza el anexo V, clasificación de las variedades de vid, del Real Decreto 1472/2000, de 4 de agosto, que regula el potencial de producción vitícola, es una variedad recomendada para la elaboración de vino en la Comunidad Valenciana. Está presente en la Denominación de Origen Valencia.